# University of Oklahoma

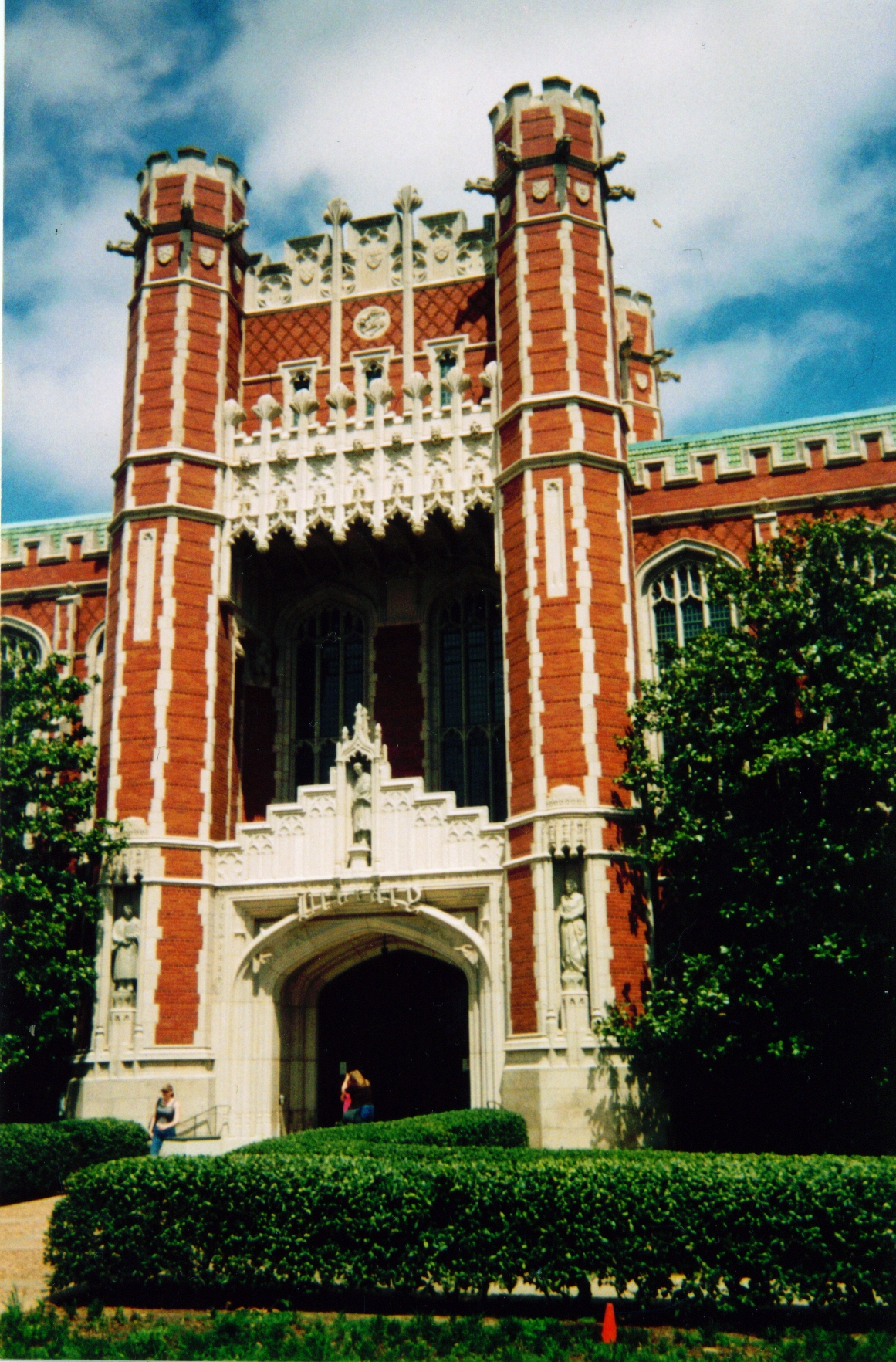
Die Bizzell-Bibliothek

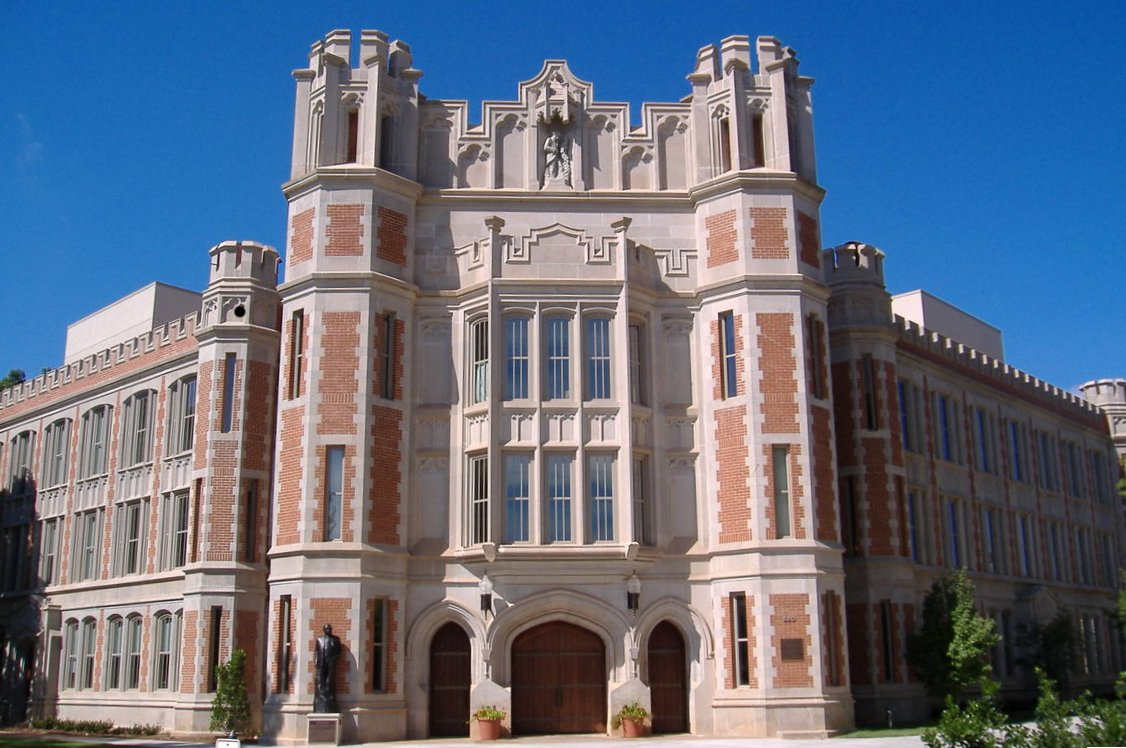
Das Donald W. Reynolds Center für darstellende Künste

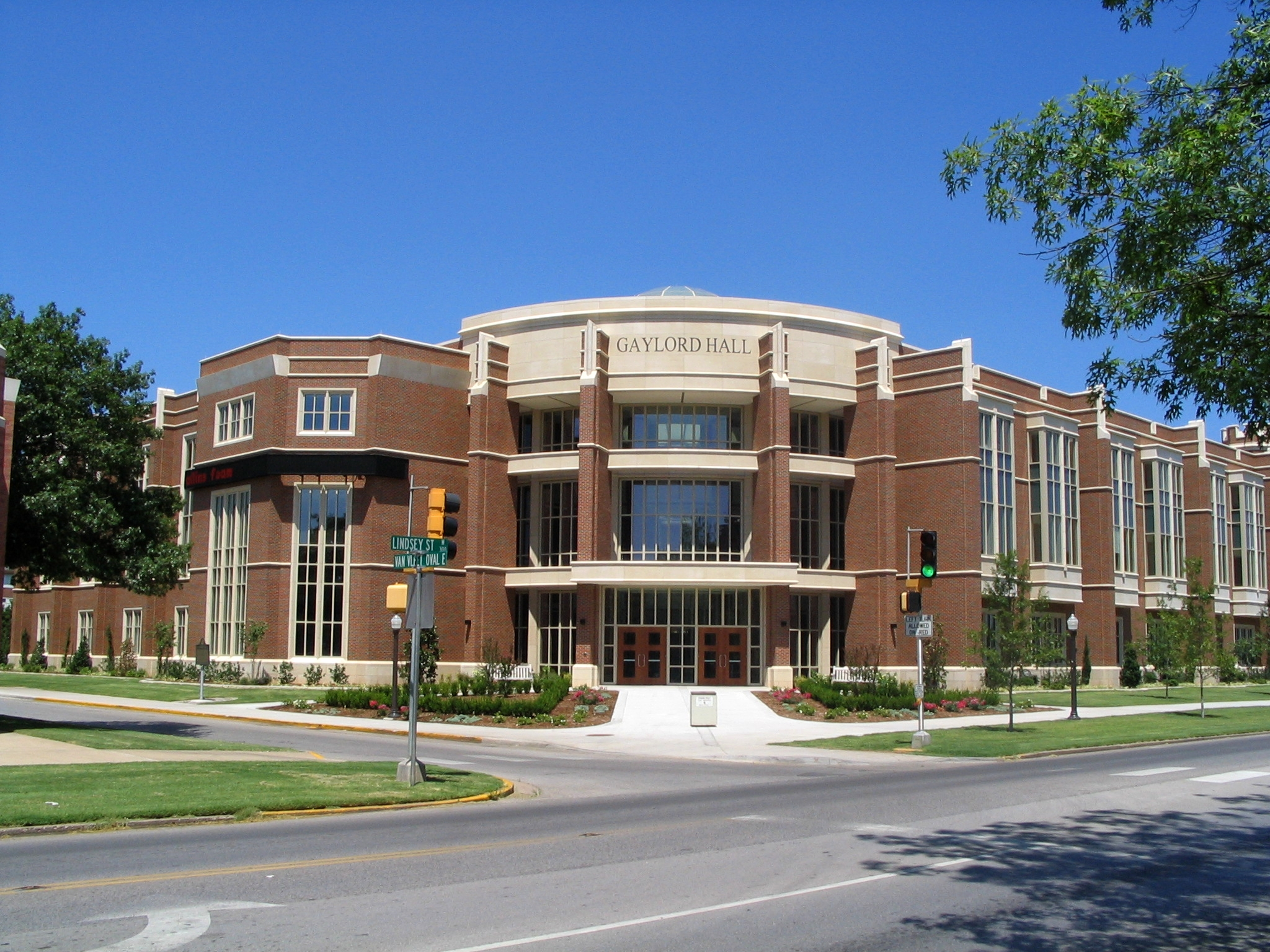
Gaylord Hall – Fakultät für Journalismus und Massenkommunikation

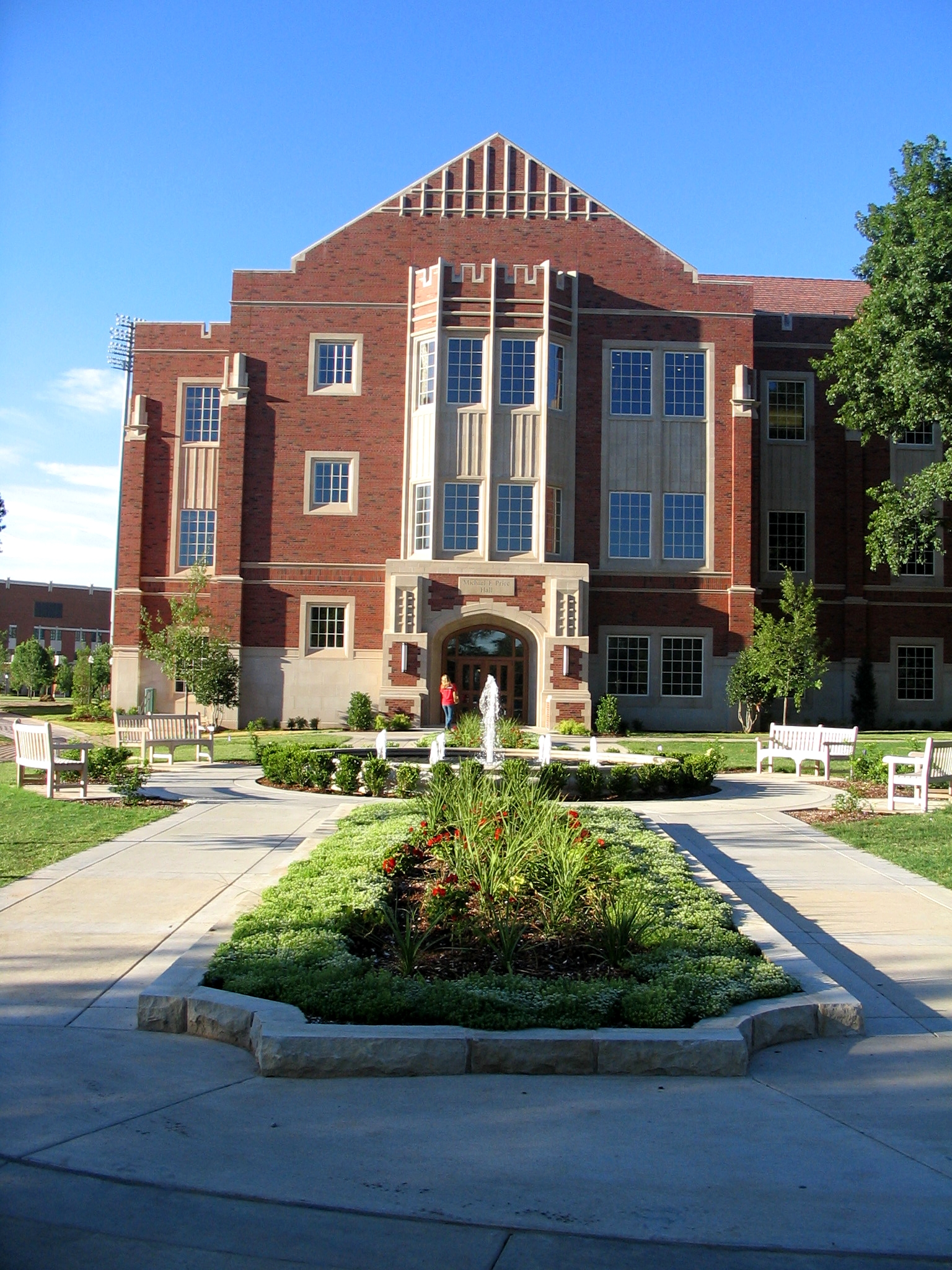
Price Hall – Wirtschaftswissenschaftliche Fakultät

Die University of Oklahoma (auch OU genannt) ist eine staatliche Universität in Norman in der Mitte des US-Bundesstaates Oklahoma. Mit 30.591 eingeschriebenen Studenten ist sie die größte Hochschule in Oklahoma. Neben dem Hauptcampus in Norman, gibt es ein Universitätskrankenhaus und die medizinische Fakultät in Oklahoma City, sowie eine Außenstelle in Tulsa mit etwa 3.500 Studenten. Die Universität ist besonders bekannt für ihre Forschung und Lehre in den Bereichen Architektur, Geologie, Geschichte der Wissenschaft, Meteorologie, Native American Studies, Öl-Ingenieurwesen, Rechtswissenschaften und Tanz.

## Geschichte
Die Universität wurde 1890 als Norman Territorial University gegründet. 1907 erhielt sie ihren heutigen Namen. 1936 wurde ein eigenes Kunstmuseum begründet, das heute die Bezeichnung Fred Jones Jr. Museum of Art trägt. Seit 1970 wird alle zwei Jahre von der universitätseigenen Zeitschrift World Literature Today der Literaturpreis Neustadt International Prize for Literature vergeben.

## Fakultäten
In Klammern ist der Anteil an der gesamten Studentenschaft aufgezeigt.
- Architektur
- Geographie und Atmosphärische Wissenschaften
- Erde und Energie
- Geisteswissenschaften (37 %)
- Gesundheitswissenschaften (Oklahoma City/Tulsa)
- Ingenieurwissenschaften (11 %)
- Journalismus und Massenkommunikation – Gaylord College of Journalism and Mass Communication (6 %)
- Kunst – Weitzenhoffer Family College of Fine Arts
- Medizin
- Öffentliche Gesundheit
- Pädagogik (6 %)
- Pharmazie
- Physik
- Pflege (Nursing)
- Rechtswissenschaften
- Wirtschaftswissenschaften – Michael F. Price College of Business (14 %)
- Zahnmedizin (Oklahoma City/Tulsa)

## Sport
Das Sportteam der OU sind die Oklahoma Sooners. Die Universität gehört der Southeastern Conference an. Die wohl wichtigste Sportart der Sooners ist American Football. Die Heimspiele der Footballmannschaft werden im Gaylord Family Oklahoma Memorial Stadium ausgetragen. Weitere Sportarten sind Basketball (Männer und Frauen), Baseball (Männer), Softball (Frauen), Volleyball (Frauen), Fußball (Frauen), Golf (Männer und Frauen), Gymnastik (Männer und Frauen), Leichtathletik (Männer und Frauen), Ringen (Männer) und Rudern (Frauen).

## University of Oklahoma Press
William Bennett Bizzell, der fünfte Präsident der OU, gründete im Jahre 1929 mit der „University of Oklahoma Press“ einen universitätseigenen Verlag. Der Verlag erwarb internationales Ansehen mit Publikationen in den Bereichen Geschichte, Literatur, Klassische Altertumswissenschaft, Militärgeschichte, Politik und Naturwissenschaft. Das auflagenstärkste Buch ist mit 600.000 Exemplaren das 1957 erschienene The Grassland Livestock Handbook (Handbuch der Weidetierhaltung).

## Professoren
- Paul Kimmelstiel (1900–1970), deutsch-US-amerikanischer Pathologe
- Donna Nelson (* 1954), US-amerikanische Chemikerin

## Absolventen
- Gregory Benford (* 1941), Science-Fiction-Autor und Physiker
- Bobby Boyd (1937–2017), American-Football-Spieler
- Sam Bradford (* 1987), American-Football-Spieler
- Bill Campbell (1920–1974), American-Football-Spieler
- C. J. Cherryh (* 1942), Schriftstellerin
- Bart Conner (* 1958), Gerätturner
- Al Coppage (1916–1992), American-Football-Spieler
- Gil Duggan (1914–1974), American-Football-Spieler
- Bobby Evans (* 1997), American-Football-Spieler
- James Garner (1928–2014), Schauspieler
- Jermaine Gresham (* 1988), Footballspieler
- Blake Griffin (* 1989), Basketballspieler
- Jake Hager (* 1982), Wrestler und MMA-Kämpfer
- Fred Haise (* 1933), Astronaut
- Todd Hamilton (* 1965), Profigolfer
- Ed Harris (* 1950), Schauspieler, Regisseur und Produzent
- Brad Henry (* 1963), Gouverneur von Oklahoma
- Buddy Hield (* 1992), bahamaischer Basketballspieler
- Curtis Lofton (* 1986), American-Football-Spieler
- Shannon Lucid (* 1943), Astronautin
- Baker Mayfield (* 1995), American-Football-Spieler
- Tommy McDonald (1934–2018), American-Football-Spieler
- Olivia Munn (* 1980), Schauspielerin
- Kyler Murray (* 1997), American-Football-Spieler
- Ralph Neely (1943–2022), American-Football-Spieler
- Adrian Peterson (* 1985), American-Football-Spieler
- Austin Reaves (* 1998), Basketballspieler
- Helen Robson Walton (1919–2007), Witwe des Walmartgründers Sam Walton (1918–1992)
- Lee Roy Selmon (1954–2011), American-Football-Spieler
- Randall Stephenson (* 1960), CEO von AT&T
- Kenny Stills (* 1992), American-Football-Spieler
- Wayman Tisdale (1964–2009), Basketballspieler und Jazzmusiker
- Mary Kim Titla (* 1960), Fernsehreporterin, Journalistin, indianische Kandidatin für den Kongress
- Jerry Tubbs (1935–2012), American-Football-Spieler und -Trainer
- Damien Williams (* 1992), American-Football-Spieler
- Steve Williams (1960–2009), Wrestler
- Trae Young (* 1998), Basketballspieler